# Deaflympics d'été de 1953
Les Deaflympics d'été de 1953, officiellement appelés les VII International Silent Games, eurent lieu du 15 au 19 août 1953 à Bruxelles, en Belgique.
Ces Jeux rassemblèrent 473 athlètes représentant 16 pays. Les sportifs engagés participèrent aux épreuves de sept sports et huit disciplines, regroupant au total cinquante-deux épreuves officielles.

## Événement
Lors du 12e congrès, le président du Comité international des sports des Sourds, Eugène Rubens-Alcais, annonça sa retraite du poste de président qu'il occupait depuis 29 ans. Son successeur, le Suédois Oscar Ryden, fut alors élu. Les Deaflympics d'été de 1953 et les Deaflympics d'hiver de 1953 furent les secondes et dernières éditions dont la tenue survint la même année, puisque les Deaflympics d'hiver furent par la suite décalés en 1955 afin de les séparer des Deaflympics d'été.

## Sport
Huit disciplines dont six individuelles et deux en équipe furent représentées au cours des Deaflympics d'été de 1953 .

### Sports individuels
- Athlétisme
- Cyclisme sur la route
- Natation
- Plongeon
- Tennis
- Tir sportif

### Sports en équipe
- Basket-ball
- Football

## Pays participants
Les Deaflympics d'été de 1953 accueillirent 473 athlètes représentant 16 pays : 
- Australie
- Allemagne
- Italie
- Belgique
- France
- Norvège
- États-Unis
- Suède
- Danemark
- Royaume-Uni
- Finlande
- Autriche
- Suisse
- Protectorat de Sarre
- Pays-Bas
- Yougoslavie

## Compétition

### Tableau des médailles
- Pays organisateur (Belgique)

| Rang    | Nation               | Or | Argent | Bronze | Total |
| ------- | -------------------- | -- | ------ | ------ | ----- |
| 1       | Allemagne            | 15 | 9      | 12     | 36    |
| 2       | Royaume-Uni          | 7  | 5      | 1      | 13    |
| 3       | Finlande             | 7  | 3      | 3      | 13    |
| 4       | Suède                | 5  | 7      | 7      | 19    |
| 5       | Danemark             | 4  | 5      | 5      | 14    |
| 6       | Norvège              | 3  | 8      | 5      | 16    |
| 7       | Pays-Bas             | 3  | 3      | 4      | 10    |
| 8       | Belgique             | 2  | 2      | 1      | 5     |
| 9       | États-Unis           | 2  | 0      | 1      | 3     |
| 9       | Suisse               | 2  | 0      | 1      | 3     |
| 11      | Italie               | 1  | 4      | 2      | 7     |
| 12      | Yougoslavie          | 1  | 0      | 0      | 1     |
| 13      | France               | 0  | 5      | 6      | 11    |
| 14      | Australie            | 0  | 0      | 0      | 0     |
| 14      | Autriche             | 0  | 0      | 0      | 0     |
| 14      | Protectorat de Sarre | 0  | 0      | 0      | 0     |
| Total： | Total：              | 52 | 51     | 48     | 151   |

### La France aux Deaflympics
Il s'agit de sa 7e participation aux Deaflympics d'été. 60 athlètes français étaient venus pour concourir sous le drapeau français, et ils ont pu remporter cinq médailles d'argent et six médailles de bronze.